# کلروتالونیل
کلروتالونیل (به انگلیسی: Chlorothalonil) یک ترکیب شیمیایی است. که جرم مولی آن ۲۶۵٫۹۱ g/mol می‌باشد. شکل ظاهری این ترکیب، جامد بلوری سفید است.